# Belle Époque (film)
Belle Époque è un film del 1992 diretto da Fernando Trueba, vincitore dell'Oscar al miglior film straniero e di nove Premi Goya su diciassette candidature.

## Trama
Spagna, 1931. Il paese è sull'orlo della guerra civile.
Fernando, un giovane soldato, diserta e si nasconde nella casa di campagna del vecchio Manolo, padre di quattro giovani ragazze, attratte da Fernando, il quale non è insensibile al loro fascino. Ognuna delle figlie è bella e rappresenta un aspetto diverso della sessualità femminile: Clara, una vedova che ha perso da poco il marito e che cerca conforto con Fernando; Violeta, una lesbica che è attratta da Fernando solo quando lui è vestito come una donna per un ballo in maschera; Rocío, un'arrampicatrice sociale che sta per sposare un membro di una famiglia monarchica per la sicurezza che un simile matrimonio le avrebbe fornito e che soccombe solo momentaneamente al fascino di Fernando; Luz, la più giovane della famiglia, ragazza ingenua e spontanea, che col tempo diventa sempre più gelosa.
Di volta in volta Fernando si innamora di ognuna di loro e ha un rapporto sessuale con ognuna, ma, anche se sempre determinato a sposarsi, sorgono sempre complicazioni. Il padre delle ragazze, vedendolo col cuore spezzato, lo incoraggia ad avere pazienza.
Alla fine Fernando si rende conto che il suo cuore batte per la giovane Luz.

## Riconoscimenti
- 1994 - Premio Oscar
  - Miglior film straniero (Spagna)
- 1995 - British Academy Film Award
  - Candidatura Miglior film straniero (Spagna)
- 1993 - Premio Goya
  - Miglior film
  - Miglior regista a Fernando Trueba
  - Migliore attrice protagonista a Ariadna Gil
  - Miglior attore non protagonista a Fernando Fernán Gómez
  - Migliore attrice non protagonista a Chus Lampreave
  - Miglior sceneggiatura originale a Fernando Trueba, Rafael Azcona e José Luis García Sánchez
  - Miglior fotografia a José Luis Alcaine
  - Miglior montaggio a Carmen Frías
  - Miglior scenografia a Juan Botella
  - Candidatura Miglior attore protagonista a Jorge Sanz
  - Candidatura Miglior attore non protagonista a Gabino Diego
  - Candidatura Migliore attrice non protagonista a Mary Carmen Ramírez
  - Candidatura Miglior produzione a Cristina Huete
  - Candidatura Migliore colonna sonora a Antoine Duhamel
  - Candidatura Migliori costumi a Lala Huete
  - Candidatura Miglior trucco e acconciatura a Ana Lorena e Ana Ferreira
  - Candidatura Miglior sonoro a Georges Prat e Alfonso Pino